# Years & Years (sèrie de televisió)
Per a informació sobre el grup de música britànic consulteu Years & Years.
Years & Years és una sèrie de televisió britànica de 6 capítols. Va estar coproduïda per BBC i HBO i es va llançar a la BBC One al Regne Unit el 14 de maig de 2019 i a la plataforma HBO, el 24 de juny de 2019.
La sèrie ha estat creada i escrita per Russell T. Davies i en ella hi han treballat actors i actrius com l'Emma Thompson en el paper de Vivienne Rook, en Rory Kinnear, en Russell Tovey, la Jessica Hynes, la Ruth Madeley i l'Anne Reid com la família Lyons.

## Sinopsi
La sèrie, dividida en 6 capítols d'uns 60 minuts cadascun, segueix la vida dels germans Lyons, una família britànica de Manchester. En Daniel es casa amb en Ralph, l'Stephen i la Celeste es preocupen pels seus fills, la Rosie està buscant un nou company, i l'Edith està embarcada en causes humanitàries. Per sobre d'ells, hi ha l'àvia, la venerable i ferma Muriel. Totes les seves vides convergeixen en una nit de 2019 i la història es projecta cap al futur, seguint la vida i les històries amoroses dels Lyons durant els següents 15 anys, relatant com el Regne Unit està enrocat en una inestable situació política, econòmica i tecnològica.

## Fitxa artística
| Actors / Actrius       | Personatjes |
| Emma Thompson          | Vivienne Rook MP, carismàtica i controvertida dona de negocis que es perfila en la carrera política.                            |
| Rory Kinnear           | Stephen Lyons, assessor financer que viu a Londres amb la seva dona, la Celeste, i les seves dues filles: la Bethany i la Ruby. |
| T'Nia Miller           | Celeste Bisme-Lyons, muller de l'Stephen.                                                                                       |
| Russell Tovey          | Daniel Lyons, oficial d'habitatge de Manchester, germà de l'Stephen, la Rosie i l'Edith.                                        |
| Jessica Hynes          | Edith Lyons, germana gran dels Lyons i activista política.                                                                      |
| Ruth Madeley           | Rosie Lyons, germana petita dels Lyons amb espina bífida. És mare soltera de dos fills: Lee i Lincoln.                          |
| Anne Reid              | Muriel Deacon, àvia de la família Lyons.                                                                                        |
| Dino Fetscher          | Ralph Cousins, exmarit d'en Daniel.                                                                                             |
| Lydia West             | Bethany Bisme-Lyons, filla gran de l'Stephen i la Celeste.                                                                      |
| Jade Alleyne           | Ruby Bisme-Lyons, filla petita de l'Stephen i la Celeste.                                                                       |
| Maxim Baldry           | Viktor Goraya, refugiat ucraïnès.                                                                                               |
| Sharon Duncan-Brewster | Fran Baxter, contacontes, cantant i activista, amiga d'en Daniel.                                                               |

## Producció
El juny de 2018, la BBC va anunciar que Russell T Davies escriuria el guió de Years and Years, el qual va ser descrit com "Un drama èpic que segueix a una família durant més de 15 anys d'inestables avenços polítics, econòmics i tecnològics.". En Davies va assenyalar que havia estat intentant escriure aquesta sèrie durant gairebé dues dècades.
L'octubre de 2018, es va anunciar que Emma Thompson s'uniria al repartiment com Vivienne Rook, al costat d'en Rory Kinnear, la T'Nia Miller, en Russell Tovey, la Jessica Hynes, la Lydia West, la Ruth Madeley i l'Anne Reid. El càsting de Years and Years va ser dirigit per Andy Prior. També es va anunciar que la sèrie seria dirigida per Simon Cellan Jones.
El rodatge va començar a Manchester el 12 d'octubre de 2018 i va finalitzar el 17 de març de 2019. Les localitzacions on es va rodar també van incloure el Trafford Park (per al camp de refugiats) i l'Altcar Training Camp de Liverpool (per al lloc anomenat "Erstwhile").

## Episodis
| Episodi | Títol original | Dirigit per        | Escrit per       | Data d'emisió original | Audiència (milions) | Any representat |
| 1       | «Episode 1»    | Simon Cellan Jones | Russell T Davies | 14 de maig de 2019     | 4.26                | 2019-24         |
| 2       | «Episode 2»    | Simon Cellan Jones | Russell T Davies | 21 de maig de 2019     | 2.297               | 2025            |
| 3       | «Episode 3»    | Simon Cellan Jones | Russell T Davies | 28 de maig de 2019     | 1.29                | 2026            |
| 4       | «Episode 4»    | Simon Cellan Jones | Russell T Davies | 4 de juny de 2019      | 2.173               | 2027            |
| 5       | «Episode 5»    | Lisa Mulcahy       | Russell T Davies | 11 de juny de 2019     | 2.239               | 2028            |
| 6       | «Episode 6»    | Lisa Mulcahy       | Russell T Davies | 18 de juny de 2019     | 2.611               | 2029-34         |

## Emissió
La sèrie va ser emesa pel canal de televisió BBC One al Regne Unit, pel BBC First als Països Baixos i Bèlgica, per HBO als Estats Units, Mèxic, Amèrica Llatina, Polònia i Espanya, i pel Canal + a França.

## Crítiques
A la web Rotten Tomatoes, va obtenir una aprovació el 89% basat en 62 crítiques professionals i un 89% basat en 133 crítiques del públic. El lloc web va consensuar que: "Years and Years scathingly critiques the present with a nihilistic projection of the future, leavening the devastating satire with a buoyant sense of humour and characters who are easy to become invested in." En Metacritic, la sèrie ha aconseguit una mitjana de 77 sobre 100, basat en 20 crítiques, indicant: "generally favorable reviews".

### Altres crítiques
- Daniel D'Addario (Variety): "Està entre una de les series més emotives i absorbents de les que hem pogut gaudir enguany."[11]

- Lucy Mangan (The Guardian): "No crec que ens mereixem a Russell T. Davies. No ens mereixem el seu talent, la seva generositat, la seva alegria, el seu gaudiment imparable de tot... (...)"[12]

- Tim Goodman (The Hollywood Reporter): "No hauria de ser-ho, però és simplement magnífica."[13]

- Ben Travers (IndieWire): "Ofereix molts estímuls per mantenir-te commogut, però durant quatre episodis està massa obsessionada amb la seva premissa com per trobar la millor manera d'expressar el seu missatge."[14]